# Alfred Nobel

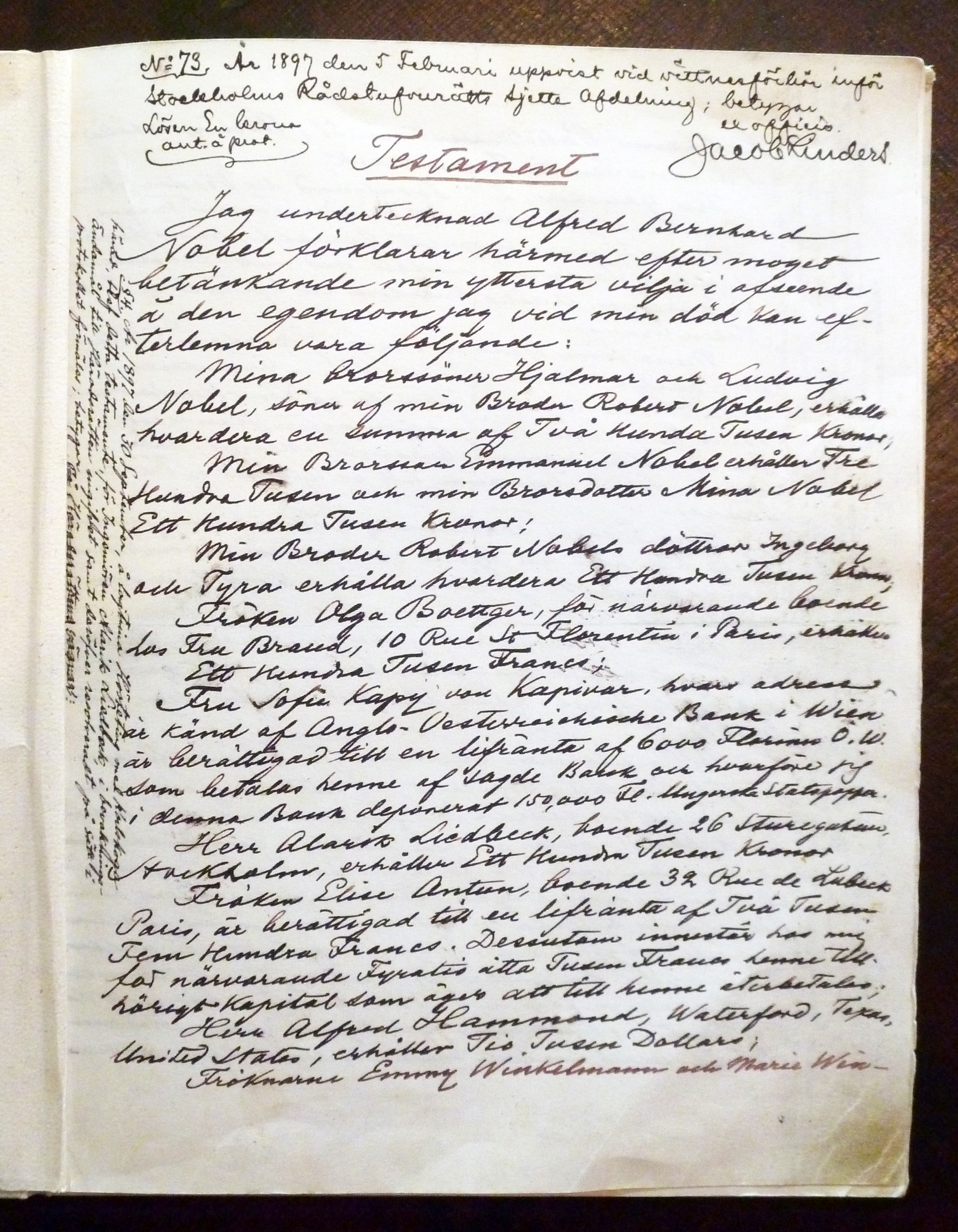
Prima pagină din testamentul lui Alfred Nobel

Alfred Nobel (n. 21 octombrie 1833, Jakob and Johannes parish⁠(d), Suedia – d. 10 decembrie 1896, San Remo, Liguria, Italia; pronunție [al-fred no-bel]) a fost un chimist, inventator și om de afaceri suedez. Printre altele, el a inventat dinamita și a întemeiat fundația ce oferă anual faimoasele Premii Nobel.

## Viața și cariera
Immanuel Nobel, tatăl lui Alfred, inginer de profesie, s-a confruntat de multe ori cu problema aruncării în aer a blocurilor de piatră pentru a putea construi poduri și clădiri în Stockholm. Deși mama sa, Andrietta Ahlsell, provenea dintr-o familie bogată, anul 1833 avea să fie un an nefast pentru familia Nobel din cauza falimentului căruia tatăl său a trebuit să-i facă față.
Tragicul eveniment, care se repetă de altfel câțiva ani mai târziu, îi desparte pentru o bună bucată de timp pe cei doi soți, tatăl său plecând, în 1837, în Finlanda și Rusia pentru a-și porni o nouă carieră. Andrietta rămâne la Stockholm și, pentru a-și putea susține financiar familia, deschide o băcănie care îi aduce un venit modest.
Între timp, tatăl său pune pe picioare o companie în St. Petersburg, Rusia. El furniza echipament militar armatei rusești și îi convinge pe generalii ruși de utilitatea plasării unor mine acvatice pentru a împiedica accesul navelor britanice. Minele construite de Immanuel Nobel au ținut la distanță flota britanică în timpul războiului Crimeei (1853-1856).
În 1842 Immanuel își poate permite să-și aducă familia în St. Petersburg. Aici, fiilor săi li se predă științele naturii, limbi străine și literatură. La 17 ani Alfred vorbea fluent suedeza, rusa, franceza, engleza și germana. Era atras deopotrivă de literatura engleză și de „științele exacte” cum ar fi fizica sau chimia.
Timp de doi ani Alfred avea să viziteze Suedia, Germania, Franța și Statele Unite. La Paris are șansa să lucreze în laboratorul unui chimist renumit pe atunci, T.J. Pelouze. Aici îl întâlnește pe tânărul chimist italian Ascanio Sobrero, care cu trei ani în urmă inventase nitroglicerina, un lichid exploziv deosebit de puternic și de instabil.
Nitroglicerina a fost considerată în epocă mult prea periculoasă pentru a putea fi folosită în practică, din cauza faptului că putea provoca explozii la variații mici de temperatură sau presiune. Alfred era însă interesat de posibilitatea folosirii ei în construcții și începe să lucreze la elaborarea unor metode de controlare a exploziei cu nitroglicerină.
În 1852 Alfred este chemat să lucreze pentru compania tatălui său care cunoștea o dezvoltare continuă datorită livrărilor către armata rusă. Cu toate acestea, sfârșitul războiului avea să provoace cel de-al doilea faliment al lui Immanuel Nobel. El își luă doi dintre fiii săi, Alfred și Emil, și se reîntoarse la Stockholm.
Ajuns în orașul său natal, Alfred continuă cercetările prin care încearcă să folosească nitroglicerina ca exploziv. Cercetările sale vor avea însă urmări tragice, determinând, în 1864, moartea fratelui său Emil. Autoritățile se văd nevoite să-i interzică experimentele în interiorul orașului. Alfred se mută pe un vas ancorat în Lacul Mälaren.
În curând Alfred Nobel avea să descopere că prin amestecarea nitroglicerinei cu diatomit se formează o pastă care putea fi modelată în diferite forme și dimensiuni. În 1867 își brevetează invenția sub denumirea de dinamită. Pentru a putea declanșa explozia, Alfred brevetează o altă invenție, un detonator bazat pe aprinderea unui fitil.
Datorită faptului că dinamita reducea substanțial costurile aruncării în aer a blocurilor de piatră, Alfred a făcut din vânzarea dinamitei o afacere profitabilă, astfel încât fabrica sa din Krümmel (azi un cartier al orașului Geesthacht, Germania) începe să-și exporte produsele în alte țări din Europa și chiar în America și Australia.
Datorită pasiunii sale pentru călătorii, Victor Hugo l-a denumit „cel mai bogat vagabond al Europei”. Cu timpul Alfred și-a deschis fabrici și laboratoare în peste 20 de țări, iar când nu călătorea, lucra intens în laboratoarele sale.
În 1896 Alfred Nobel moare. Brevetase peste 355 de invenții, printre care cauciucul sintetic, pielea artificială și mătasea sintetică.